# Kóstas Mitroğlu
Kóstas Mitroğlu (en griego: Κωνσταντίνος Μήτρογλου; Kavala, Grecia, 12 de marzo de 1988) es un exfutbolista griego que jugaba como delantero y fue internacional absoluto con la selección de Grecia.

## Trayectoria
Cuándo él aún era pequeño, su familia se fue a vivir a Alemania, y Mitroğlu se inscribió en las categorías inferiores del Borussia Mönchengladbach en 2002, llegando a debutar con el primer equipo en 2005.
Los ojeadores de Olympiacos en el europeo sub 19 de la UEFA, quedaron sorprendidos de su rendimiento, y le contrataron en 2007. En la temporada 2010-11, con la llegada de Ernesto Valverde, se marchó cedido al Panionios, donde firmó una excelente temporada, que no le sirvió para jugar en el club del Pireo en la siguiente temporada, por lo que se marchó cedido al Atromitos , volviendo al club del Pireo al año siguiente bajo las órdenes del portugués Leonardo Jardim. A mediados de la temporada 2013-14, es vendido al Fulham Football Club inglés por una cifra cercana a los 14 millones de euros.

### S. L. Benfica
En 2015 fue vendido al Sport Lisboa e Benfica de Portugal. Con el club portugués logró convertir 52 goles en 88 partidos disputados, consiguiendo tres títulos.

### Olympique de Marsella
El 31 de agosto de 2017 fue fichado por el Olympique de Marsella equipo de la Ligue 1 de Francia. Debutó con el club el 28 de septiembre ante el Red Bull Salzburgo por la Liga Europa de la UEFA 2017-18.

### Galatasaray
El 31 de enero de 2019, el Galatasaray hizo oficial su llegada como cedido hasta junio de 2020.

### PSV Eindhoven
El 22 de agosto de 2019, el conjunto otomano anunció su cesión hasta final de temporada al PSV Eindhoven.

### Aris Salónica
El 26 de enero de 2021, después de 6 años de ausencia, regresó a la Superliga de Grecia con el Aris Salónica F. C.

## Selección nacional
El 19 de mayo de 2014 Fernando Santos, entrenador de la selección griega, lo incluyó a en la lista final de 23 jugadores que representarían a Grecia en la Copa Mundial de Fútbol de 2014.

### Participaciones en Copas del Mundo
| Mundial                        | Sede   | Resultado        |
| ------------------------------ | ------ | ---------------- |
| Copa Mundial de Fútbol de 2014 | Brasil | Octavos de final |

## Estadísticas

### Clubes
| Club                          | Div.          | Temporada     | Liga  | Liga  | Liga   | Copas nacionales(1) | Copas nacionales(1) | Copas nacionales(1) | Torneos internacionales(2) | Torneos internacionales(2) | Torneos internacionales(2) | Total(3) | Total(3) | Total(3) | Media goleadora |
| Club                          | Div.          | Temporada     | Part. | Goles | Asist. | Part.               | Goles               | Asist.              | Part.                      | Goles                      | Asist.                     | Part.    | Goles    | Asist.   | Media goleadora |
| ----------------------------- | ------------- | ------------- | ----- | ----- | ------ | ------------------- | ------------------- | ------------------- | -------------------------- | -------------------------- | -------------------------- | -------- | -------- | -------- | --------------- |
| Olympiacos F. C. · Grecia     | 1.ª           | 2007-08       | 11    | 4     | 1      | 5                   | 3                   | 0                   | 2                          | 0                          | 0                          | 18       | 7        | 1        | 0,38            |
| Olympiacos F. C. · Grecia     | 1.ª           | 2008-09       | 7     | 2     | 0      | 4                   | 0                   | 0                   | 5                          | 1                          | 0                          | 16       | 3        | 0        | 0,18            |
| Olympiacos F. C. · Grecia     | 1.ª           | 2009-10       | 32    | 9     | 6      | 1                   | 1                   | 0                   | 12                         | 4                          | 2                          | 45       | 14       | 8        | 0,31            |
| Olympiacos F. C. · Grecia     | 1.ª           | 2010-11       | 5     | 1     | 0      | 1                   | 0                   | 0                   | 4                          | 0                          | 1                          | 10       | 1        | 1        | 0,1             |
| Olympiacos F. C. · Grecia     | 1.ª           | 2012-13       | 25    | 11    | 4      | 8                   | 5                   | 1                   | 8                          | 4                          | 1                          | 41       | 20       | 6        | 0,48            |
| Olympiacos F. C. · Grecia     | 1.ª           | 2013-14       | 12    | 14    | 2      | 2                   | 0                   | 0                   | 5                          | 3                          | 1                          | 19       | 17       | 3        | 0,89            |
| Olympiacos F. C. · Grecia     | 1.ª           | 2014-15       | 24    | 16    | 0      | 2                   | 0                   | 0                   | 8                          | 3                          | 1                          | 34       | 19       | 1        | 0,55            |
| Olympiacos F. C. · Grecia     | Total club    | Total club    | 116   | 57    | 13     | 23                  | 9                   | 1                   | 44                         | 15                         | 6                          | 183      | 81       | 20       | 0,44            |
| Panionios G. S. S. · Grecia   | 1.ª           | 2010-11       | 11    | 8     | 1      | —                   | —                   | —                   | —                          | —                          | —                          | 11       | 8        | 1        | 0,72            |
| Panionios G. S. S. · Grecia   | Total club    | Total club    | 11    | 8     | 1      | 0                   | 0                   | 0                   | 0                          | 0                          | 0                          | 11       | 8        | 1        | 0,72            |
| Atromitos F. C. · Grecia      | 1.ª           | 2011-12       | 34    | 17    | 1      | 5                   | 2                   | 2                   | —                          | —                          | —                          | 39       | 19       | 3        | 0,48            |
| Atromitos F. C. · Grecia      | Total club    | Total club    | 34    | 17    | 1      | 5                   | 2                   | 2                   | 0                          | 0                          | 0                          | 39       | 19       | 3        | 0,48            |
| Fulham F. C. Inglaterra       | 1.ª           | 2013-14       | 3     | 0     | 0      | —                   | —                   | —                   | —                          | —                          | —                          | 3        | 0        | 0        | 0               |
| Fulham F. C. Inglaterra       | Total club    | Total club    | 3     | 0     | 0      | 0                   | 0                   | 0                   | 0                          | 0                          | 0                          | 3        | 0        | 0        | 0               |
| S. L. Benfica Portugal        | 1.ª           | 2015-16       | 32    | 20    | 5      | 6                   | 3                   | 0                   | 7                          | 2                          | 1                          | 45       | 25       | 6        | 0,55            |
| S. L. Benfica Portugal        | 1.ª           | 2016-17       | 28    | 16    | 1      | 8                   | 10                  | 2                   | 7                          | 1                          | 1                          | 43       | 27       | 4        | 0,63            |
| S. L. Benfica Portugal        | Total club    | Total club    | 60    | 36    | 6      | 14                  | 13                  | 2                   | 14                         | 3                          | 2                          | 88       | 52       | 10       | 0,59            |
| Olympique de Marsella Francia | 1.ª           | 2017-18       | 19    | 9     | 0      | 4                   | 4                   | 1                   | 7                          | 0                          | 0                          | 30       | 13       | 1        | 0,43            |
| Olympique de Marsella Francia | 1.ª           | 2018-19       | 14    | 3     | 0      | 1                   | 0                   | 0                   | 5                          | 0                          | 0                          | 20       | 3        | 0        | 0,15            |
| Olympique de Marsella Francia | Total club    | Total club    | 33    | 12    | 0      | 5                   | 4                   | 1                   | 12                         | 0                          | 0                          | 50       | 16       | 1        | 0,32            |
| Galatasaray S. K. Turquía     | 1.ª           | 2018-19       | 7     | 1     | 1      | 2                   | 1                   | 0                   | —                          | —                          | —                          | 9        | 2        | 1        | 0,22            |
| Galatasaray S. K. Turquía     | Total club    | Total club    | 7     | 1     | 1      | 2                   | 1                   | 0                   | 0                          | 0                          | 0                          | 9        | 2        | 1        | 0,22            |
| PSV Eindhoven · Países Bajos  | 1.ª           | 2019-20       | 13    | 1     | 0      | 1                   | 1                   | 0                   | 4                          | 1                          | 0                          | 18       | 3        | 0        | 0,17            |
| PSV Eindhoven · Países Bajos  | Total club    | Total club    | 13    | 1     | 0      | 1                   | 1                   | 0                   | 4                          | 1                          | 0                          | 18       | 3        | 0        | 0,17            |
| Aris Tesalónica Grecia        | 1.°           | 2021-22       | 9     | 2     | 0      | 1                   | 0                   | 0                   | 1                          | 0                          | 0                          | 11       | 2        | 0        | 0,18            |
| Total carrera                 | Total carrera | Total carrera | 282   | 130   | 22     | 51                  | 30                  | 6                   | 72                         | 19                         | 8                          | 405      | 179      | 36       | 0,44            |

### Selección nacional
| Selección | Año   | Amistosos | Amistosos | Amistosos | Eliminatorias Mundialistas | Eliminatorias Mundialistas | Eliminatorias Mundialistas | Eliminatorias Europeas | Eliminatorias Europeas | Eliminatorias Europeas | Copa Mundial | Copa Mundial | Copa Mundial | Eurocopa | Eurocopa | Eurocopa | Copa Confederaciones | Copa Confederaciones | Copa Confederaciones | Total | Total | Total  | Media goleadora |
| Selección | Año   | Part.     | Goles     | Asist.    | Part.                      | Goles                      | Asist.                     | Part.                  | Goles                  | Asist.                 | Part.        | Goles        | Asist.       | Part.    | Goles    | Asist.   | Part.                | Goles                | Asist.               | Part. | Goles | Asist. | Media goleadora |
| --------- | ----- | --------- | --------- | --------- | -------------------------- | -------------------------- | -------------------------- | ---------------------- | ---------------------- | ---------------------- | ------------ | ------------ | ------------ | -------- | -------- | -------- | -------------------- | -------------------- | -------------------- | ----- | ----- | ------ | --------------- |
| Grecia    | 2009  | —         | —         | —         | 1                          | 0                          | 0                          | —                      | —                      | —                      | —            | —            | —            | —        | —        | —        | —                    | —                    | —                    | 1     | 0     | 0      | 0,00            |
| Grecia    | 2010  | —         | —         | —         | —                          | —                          | —                          | 3                      | 0                      | 1                      | —            | —            | —            | —        | —        | —        | —                    | —                    | —                    | 3     | 0     | 1      | 0,00            |
| Grecia    | 2011  | 5         | 0         | 0         | —                          | —                          | —                          | 2                      | 0                      | 1                      | —            | —            | —            | —        | —        | —        | —                    | —                    | —                    | 7     | 0     | 1      | 0,00            |
| Grecia    | 2012  | 4         | 1         | 0         | 4                          | 1                          | 0                          | —                      | —                      | —                      | —            | —            | —            | 1        | 0        | 0        | —                    | —                    | —                    | 9     | 2     | 0      | 0,22            |
| Grecia    | 2013  | 2         | 2         | 0         | 6                          | 4                          | 0                          | —                      | —                      | —                      | —            | —            | —            | —        | —        | —        | —                    | —                    | —                    | 8     | 6     | 0      | 0,75            |
| Grecia    | 2014  | 4         | 0         | 0         | —                          | —                          | —                          | 3                      | 0                      | 0                      | 3            | 0            | 0            | —        | —        | —        | —                    | —                    | —                    | 10    | 0     | 0      | 0,00            |
| Grecia    | 2015  | 3         | 0         | 0         | —                          | —                          | —                          | 5                      | 1                      | 0                      | —            | —            | —            | —        | —        | —        | —                    | —                    | —                    | 8     | 1     | 0      | 0,12            |
| Grecia    | 2016  | 2         | 1         | 1         | 4                          | 2                          | 2                          | —                      | —                      | —                      | —            | —            | —            | —        | —        | —        | —                    | —                    | —                    | 6     | 3     | 3      | 0,50            |
| Grecia    | 2018  | —         | —         | —         | 6                          | 4                          | 0                          | —                      | —                      | —                      | —            | —            | —            | —        | —        | —        | —                    | —                    | —                    | 6     | 4     | 0      | 0,66            |
| Total     | Total | 20        | 4         | 1         | 21                         | 11                         | 2                          | 13                     | 1                      | 2                      | 3            | 0            | 0            | 1        | 0        | 0        | 0                    | 0                    | 0                    | 58    | 16    | 5      | 0,27            |

### Resumen estadístico
| Competición             | Part. | Goles | Asist. | Promedio |
| ----------------------- | ----- | ----- | ------ | -------- |
| Liga                    | 235   | 121   | 21     | 0,51     |
| Copas nacionales        | 46    | 28    | 5      | 0,60     |
| Torneos internacionales | 60    | 18    | 8      | 0,3      |
| Selección de Grecia     | 58    | 16    | 5      | 0,27     |
| Total                   | 399   | 183   | 39     | 0,45     |

### Hat-tricks
| 1 | 1 de septiembre de 2013  | Levadias Stadium, Lebadea       | Levadiakos - Olympiacos                   |  | 0 - 5 | Superliga de Grecia 2013-14          |
| 2 | 14 de septiembre de 2013 | Georgios Karaiskakis, El Pireo  | Olympiacos - Xanthi                       |  | 4 - 0 | Superliga de Grecia 2013-14          |
| 3 | 2 de octubre de 2013     | Constant Vanden Stock, Bruselas | Anderlecht - Olympiacos                   |  | 0 - 3 | Liga de Campeones de la UEFA 2013-14 |
| 4 | 6 de octubre de 2013     | Georgios Karaiskakis, El Pireo  | Olympiacos - PAE Veria                    |  | 6 - 0 | Superliga de Grecia 2013-14          |
| 5 | 5 de febrero de 2016     | Estádio do Restelo, Lisboa      | Belenenses - SL Benfica                   |  | 0 - 5 | Primeira Liga 2015-16                |
| 6 | 18 de enero de 2017      | Estádio da Luz, Lisboa          | SL Benfica - Leixões SC                   |  | 6 - 2 | Copa de Portugal                     |
| 7 | 6 de febrero de 2018     | Municipal de Peronnas, Péronnas | FC Bourg-Péronnas - Olympique de Marsella |  | 0 - 9 | Copa de Francia 2017-18              |

## Palmarés

### Campeonatos nacionales
| Título                | Equipo            | País     | Año  |
| --------------------- | ----------------- | -------- | ---- |
| Superliga de Grecia   | Olympiacos F. C.  | Grecia   | 2008 |
| Copa de Grecia        | Olympiacos F. C.  | Grecia   | 2008 |
| Superliga de Grecia   | Olympiacos F. C.  | Grecia   | 2009 |
| Copa de Grecia        | Olympiacos F. C.  | Grecia   | 2009 |
| Superliga de Grecia   | Olympiacos F. C.  | Grecia   | 2013 |
| Copa de Grecia        | Olympiacos F. C.  | Grecia   | 2013 |
| Superliga de Grecia   | Olympiacos F. C.  | Grecia   | 2015 |
| Copa de Grecia        | Olympiacos F. C.  | Grecia   | 2015 |
| Primeira Liga         | S. L. Benfica     | Portugal | 2016 |
| Copa de la Liga       | S. L. Benfica     | Portugal | 2016 |
| Supercopa de Portugal | S. L. Benfica     | Portugal | 2016 |
| Primeira Liga         | S. L. Benfica     | Portugal | 2017 |
| Copa de Portugal      | S. L. Benfica     | Portugal | 2017 |
| Copa de Turquía       | Galatasaray S. K. | Turquía  | 2019 |
| Superliga de Turquía  | Galatasaray S. K. | Turquía  | 2019 |
| Supercopa de Turquía  | Galatasaray S. K. | Turquía  | 2019 |